# Törökszentmiklós
Törökszentmiklós è una città di 22.084 abitanti situata nella contea di Jász-Nagykun-Szolnok, nell'Ungheria centro-orientale.